# Ueckermünde
Ueckermünde, Seebad Ueckermünde (wym. [ˌʏkɐˈmʏndə]) – miasto w Niemczech, w Meklemburgii-Pomorzu Przednim, w powiecie Vorpommern-Greifswald. Miasto jest położone nad Zalewem Szczecińskim, na północno-zachodnim skraju Puszczy Wkrzańskiej. Znajduje się tutaj jeden z niewielu w granicach obecnych Niemiec, Zamek Książąt Pomorskich (Schloß der Herzöge von Pommern). W mieście znajduje się także stacja końcowa linii kolejowej z Pasewalku.

## Nazwa
Nazwa miasta pochodzi od rzeki Wkry (niem. Uecker), która ma tu swoje ujście (niem. münden = [o rzece] wpadać, uchodzić). 
Nazwa miejscowości odnotowana w 1187 w Codex Pomeraniae diplomaticus...: ...Stephanus et filius eius Pantin de Vkera. Następnie zapisywana w formach Vcramund (1223), Ucramund (1233), Ukermunde (1266), Vkermunde (1284).
Pierwotna nazwa słowiańska miejscowości rekonstruowana jako *Ukra lub *Vъkra, do której później został dodany niemiecki wyraz oznaczający ujście tworząc nazwę hybrydalną. Stosowana przez niektórych autorów polska forma Wkryujście jest kalką współczesnej nazwy niemieckiej. Poza formą Wkryujście, w polskich opracowaniach spotykana była forma Wkra.

## Historia

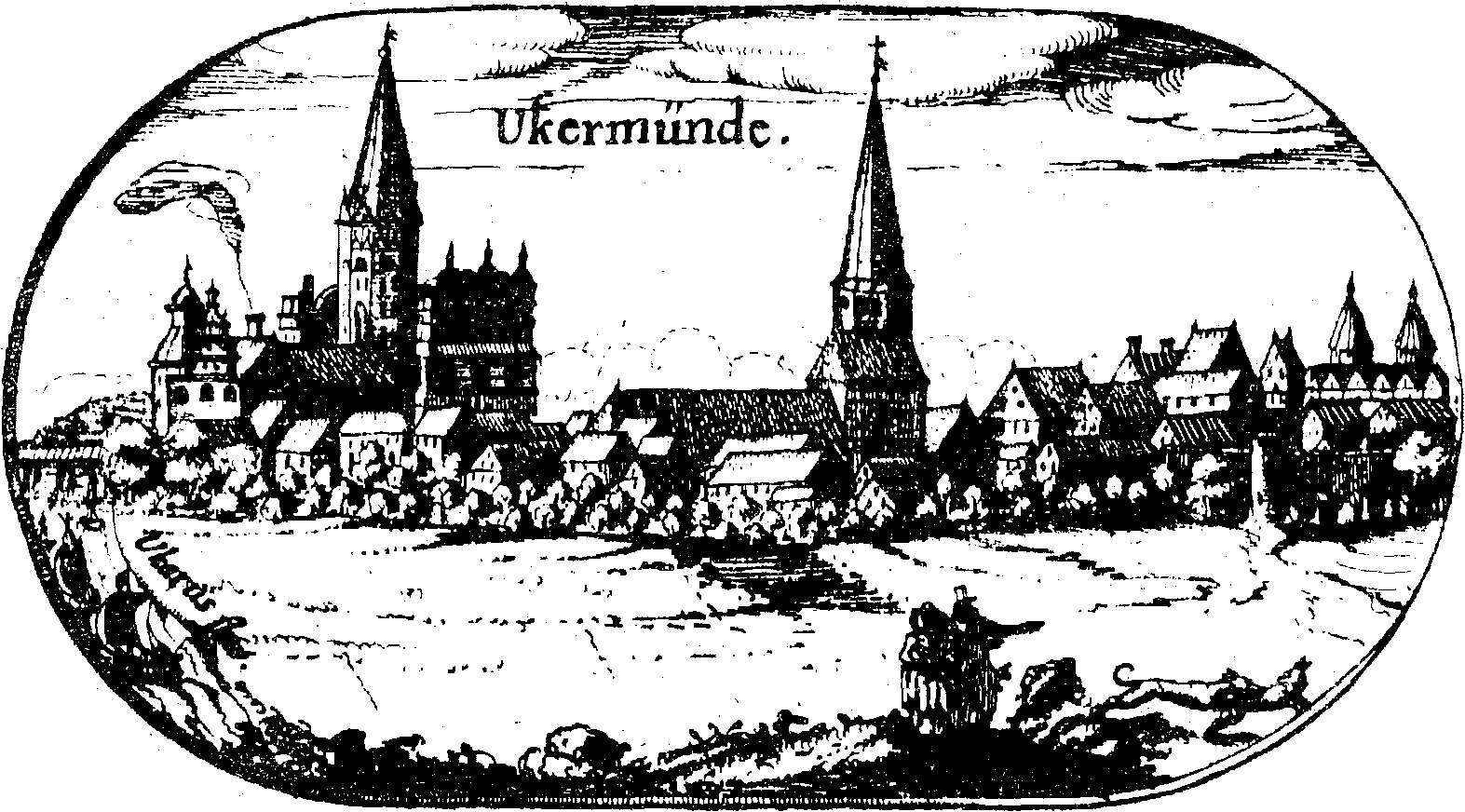
Panorama Ukermünde na Wielkiej Mapie Księstwa Pomorskiego Lubinusa (1618)

- 1178 – pierwsza wzmianka w dokumentach
- 1546 – pałac wybudowany przez Filipa I
- 10 września 1759 – podczas wojny siedmioletniej na Zalewie Szczecińskim koło Ueckermünde i Nowego Warpna (obecnie pogranicze polsko-niemieckie) rozegrała się pierwsza w historii pruskiej floty bitwa morska. Starły się siły szwedzkie i pruskie. Bitwa zakończyła się zwycięstwem Szwecji, której flotyllą dowodził kapitan Rutensparne
- 1818 – miasto zostało stolicą okręgu (do 1994)
- XIX i XX w. – wyrób cegieł i hutnictwo były podstawą gospodarki miasta
- 1962 – otwarcie Tierpark Ueckermünde (ogród zoologiczny).

## Podział miasta
Następujące dzielnice wchodzą w skład Ueckermünde:
- Ueckermünde Altstadt (stare miasto)
- Bellin
- Berndshof
- Neuendorf (Haffbad)
- Ueckermünde Ost (Gartenstadt)
- Rochow
- Ueckermünde West

## Sąsiednie gminy
Zgodnie z ruchem wskazówek zegara, zaczynając od wschodu, są to: Vogelsang-Warsin, Eggesin, Liepgarten, Lübs, Mönkebude i Grambin.

## Turystyka
W mieście działa ogród zoologiczny (niem. Tierpark Ueckermünde) i plaża.

## Współpraca
- Pyrzyce, Polska (od 2017)
- Sande, Dolna Saksonia (od 2007)
- dawniej Nowe Warpno, Polska (1993–2015)